# Австралийская рыба-лента
Австралийская рыба-лента (лат. Trachipterus jacksonensis) — вид лучепёрых рыб из семейства вогмеровых. Распространены в Тихом, Индийском и Атлантическом океанах. Максимальная длина тела 220 см. Морские пелагические рыбы.

## Описание
Тело длинное, сильно сжато с боков, лентообразное. В передней части тело относительно высокое и постепенно сужается к хвостовому стеблю. Глаза большие. Рот сильно выдвижной. На нижней части первой жаберной дуги 10 жаберных тычинок. Длинный спинной плавник с 145—185 мягкими лучами, начинается на голове, тянется вдоль всего тела и резко (вертикально) обрывается у хвостового стебля. У молодых особей первые несколько лучей сильно удлинённые, с возрастом редуцируются, самыми длинными становятся лучи в центре спинного плавника. Анальный плавник отсутствует. Грудные плавники маленькие, закруглённые, с 9—11 мягкими лучами. Брюшные плавники с пятью мягкими лучами; у молодых особей длинные и веерообразные, у взрослых особей редуцируются до мелких бугорков. Хвостовой плавник с 8 лучами в верхней лопасти и пятью лучами в нижней лопасти. У молоди верхняя лопасть сильно увеличенная, веерообразная, направлена под углом к оси тела. У взрослых особей длина лучей уменьшается. Нижняя лопасть редуцированная. Позвонков 81—83.
Тело серебристого цвета, местами прозрачное. У молодых особей на боках тела несколько крупных чёрных пятен, обычно 3—4 пятна выше боковой линии и 1—2 пятна — ниже боковой линии. Плавники ярко-красные.
Максимальная длина тела 220 см, обычно до 200 см.

## Биология
Морские пелагические рыбы, обитают в эпи- и верхних слоях батипелагиали на глубине от 0 до 1000 м. Изредка заходят в эстуарии. Питаются мелкими пелагическими рыбами, ракообразными и кальмарами. В желудочно-кишечном тракте встречаются также оболочники и нематоды (семейство Anisakidae).

## Ареал
Распространены в субтропических и тёплых умеренных водах Южного полушария. Западная часть Индийского океана: юг Африки, Реюньон. Восточная часть Индийского океана: южная Австралия. Юго-западная часть Тихого океана: Новая Зеландия. Юго-западная Атлантика: Бразилия и Аргентина.